# Liste der Monuments historiques in Gandrange
Die Liste der Monuments historiques in Gandrange führt die Monuments historiques in der französischen Gemeinde Gandrange auf.

## Liste der Bauwerke
| Bezeichnung                | Beschreibung                             | Standort                  | Kennzeichnung | Schutzstatus | Datum | Bild           |
| -------------------------- | ---------------------------------------- | ------------------------- | ------------- | ------------ | ----- | -------------- |
| ehemalige Kirche St-Hubert | aus dem 15. Jahrhundert; heute Mediathek | Place Jeanne d’Arc (Lage) | PA00106770    | Classé       | 1896  | weitere Bilder |